# كيم سيزاريون
كيم سيزاريون (بالأحرف اللاتينية Kim Cesarion) المولود عام 1991، هو مغني ومؤلف أغاني سويدي من أصل يوناني ومن جزر غوادلوب.
تعلم في أكاديمية ليلي الموسيقية. وفي عام 2011، وقع مع شركة اسطوانات Aristotracks  مع اتفاقية خاصة مع سوني ميوزيك السويد للتوزيع في السويد، ومع RCA للتوزيع في المملكة المتحدة وكولوممبيا للتوزيع في الولايات المتحدة الأمريكية.
أول سينغل له هو "Undressed" أطلقه في مايو/أيار 2013 وأصبح ناجحا في قائمة الأغاني في السويد، والدانمارك وفنلندا والنروج.

## السينغلز
- 2013: "Undressed"
- 2013: "Brains Out"
- 2014: "I Love This Life"
- 2016: "Therapy"

## روابط خارجية
- كيم سيزاريون على موقع IMDb (الإنجليزية)
- كيم سيزاريون على موقع ميوزك برينز (الإنجليزية)
- كيم سيزاريون على موقع قاعدة بيانات الأفلام السويدية (السويدية)
- كيم سيزاريون على موقع أول ميوزيك (الإنجليزية)
- كيم سيزاريون على موقع ديسكوغز (الإنجليزية)
- كيم سيزاريون على موقع قاعدة بيانات الفيلم (الإنجليزية)